# Kim Gloss

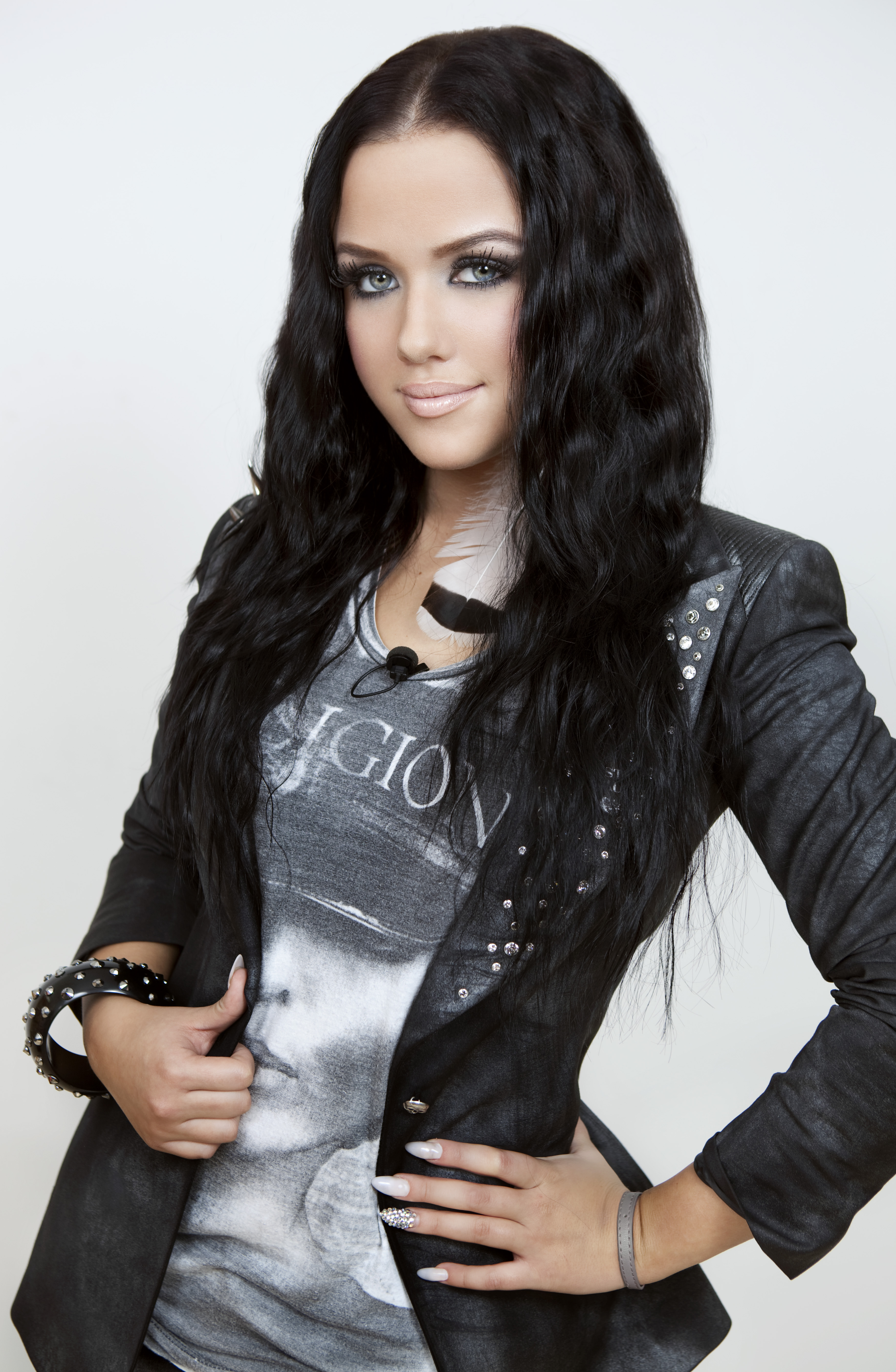
Kim Gloss (2011)

Kim Gloss (* 23. August 1992 als Kim Rafaela Debkowski in Hamburg, bürgerlich Kim Rafaela Beliaikin) ist eine deutsche Sängerin. Sie nahm 2009 und 2010 an der Castingshow Deutschland sucht den Superstar und 2012 an der Reality-Sendung Ich bin ein Star – Holt mich hier raus! teil.

## Karriere
Sie wurde 1992 in Hamburg geboren und ist polnischer Abstammung. 2009 war sie erstmals Kandidatin bei Deutschland sucht den Superstar und schied im Recall aus. Nachdem sie im folgenden Jahr den 4. Platz erreicht hatte, bekam sie einen Plattenvertrag bei dem Label MOKOH Music/Sony Music und nahm mit Jan-Eric Kohrs und Stephan Moritz von Wunderkind-Entertainment ihr Debütalbum Rockstar auf, das im Mai 2011 erschien. Daraus wurden zwei Singles mit Videoproduktionen ausgekoppelt. Anlässlich der Fußball-Weltmeisterschaft der Frauen 2011 veröffentlichte sie zudem ihren ersten deutschsprachigen Titel Weltmeister werden (Wir spielen zusammen).
Im Januar 2012 nahm Gloss an der Reality-Show Ich bin ein Star – Holt mich hier raus! teil. Sie belegte im Finale den zweiten Platz hinter der „Dschungelkönigin“ Brigitte Nielsen. Während ihres Aufenthalts wurde in Deutschland ihre Single Ray Bom A Bom A als Download veröffentlicht. 2015 war sie auf dem Titelbild der Mai-Ausgabe des deutschen Playboys zu sehen. 2019 trat Gloss bei Promi Big Bounce als Kandidatin auf. Seit 2019 hat sie ihre eigene Make-up-Linie Kisha Cosmetics.

## Privatleben

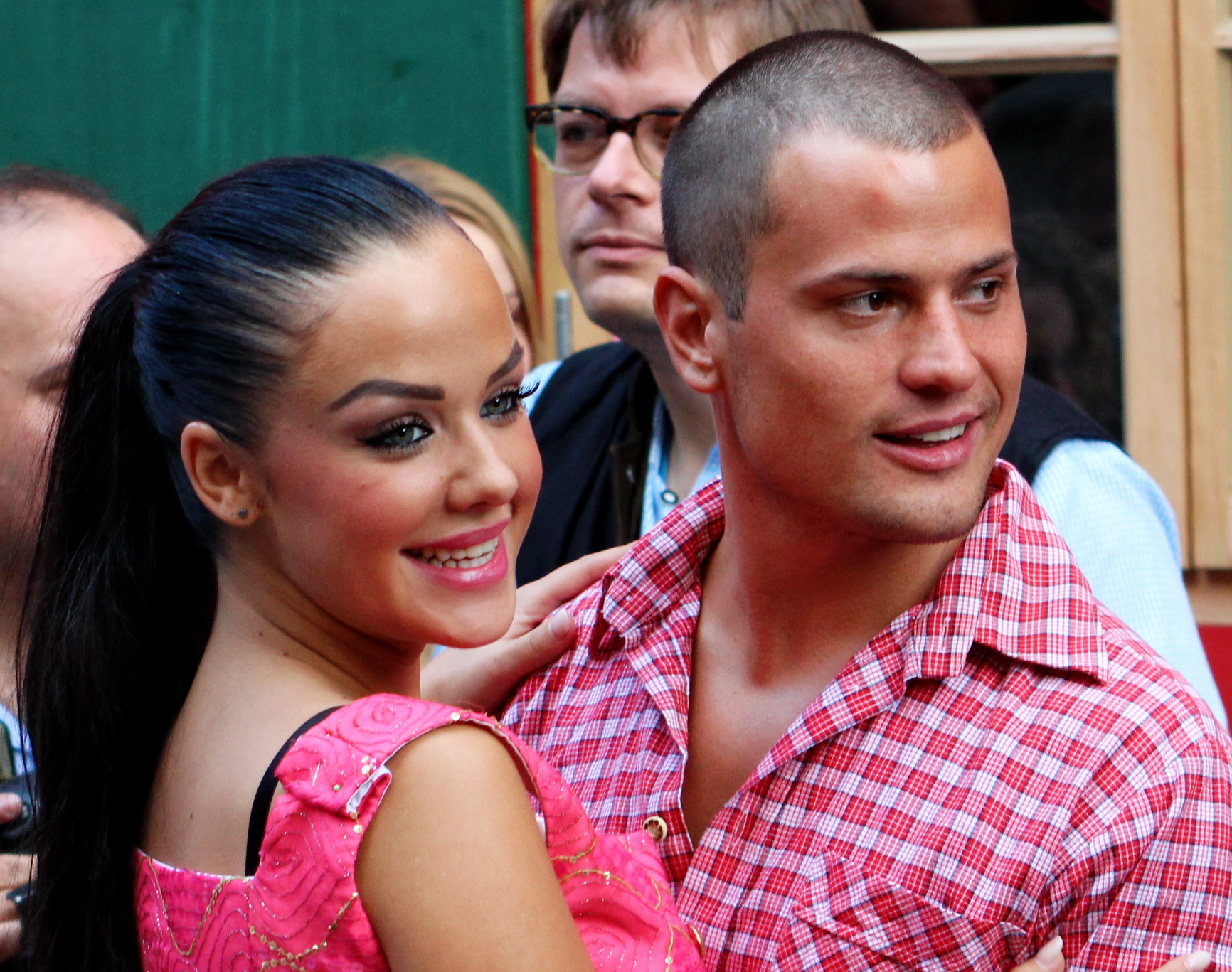
Gloss mit Rocco Stark (2012)

Ihre Schwangerschaft vom damaligen Partner Rocco Stark, der wie sie an der Show Ich bin ein Star – Holt mich hier raus! (2012) teilgenommen hatte, wurde von einem RTL-Drehteam begleitet. Ab November 2012 wurden fünf Episoden im RTL-Mittagsjournal Punkt 12 gesendet und im März 2013 die zweistündige Sendung Hilfe, wir kriegen ein Baby im Abendprogramm. Im Februar 2013 brachte sie ihre Tochter zur Welt. Im Juni 2013 gab Rocco Stark die Trennung des Paares bekannt.
Im August 2021 heiratete Gloss Alexander Beliaikin, einen Händler für Luxusautos, den sie 2015 kennengelernt hatte. Sie war zuvor zum Judentum konvertiert, um nach jüdischem Ritus heiraten zu können. Im Juli 2022 wurde eine gemeinsame Tochter geboren, im März 2025 die zweite.

## Fernsehshows
- 2009 und 2010: Deutschland sucht den Superstar
- 2012: Ich bin ein Star – Holt mich hier raus!
- 2012: Das perfekte Promi-Dinner
- 2012: Punkt 12
- 2012: Markus Lanz (28. Februar)
- 2013: Promi Shopping Queen
- 2013: Hilfe, wir kriegen ein Baby
- 2014: Sport1 Sport Quiz
- 2015: Promi Shopping Queen
- 2016: Die große ProSieben Völkerball Meisterschaft 2016
- 2018: Wir bekommen dein Baby – Promimütter helfen
- 2019: Big Bounce – Die Trampolin Show|Promi Big Bounce
- 2020: Ich bin ein Star – Die Stunde danach

## Diskografie

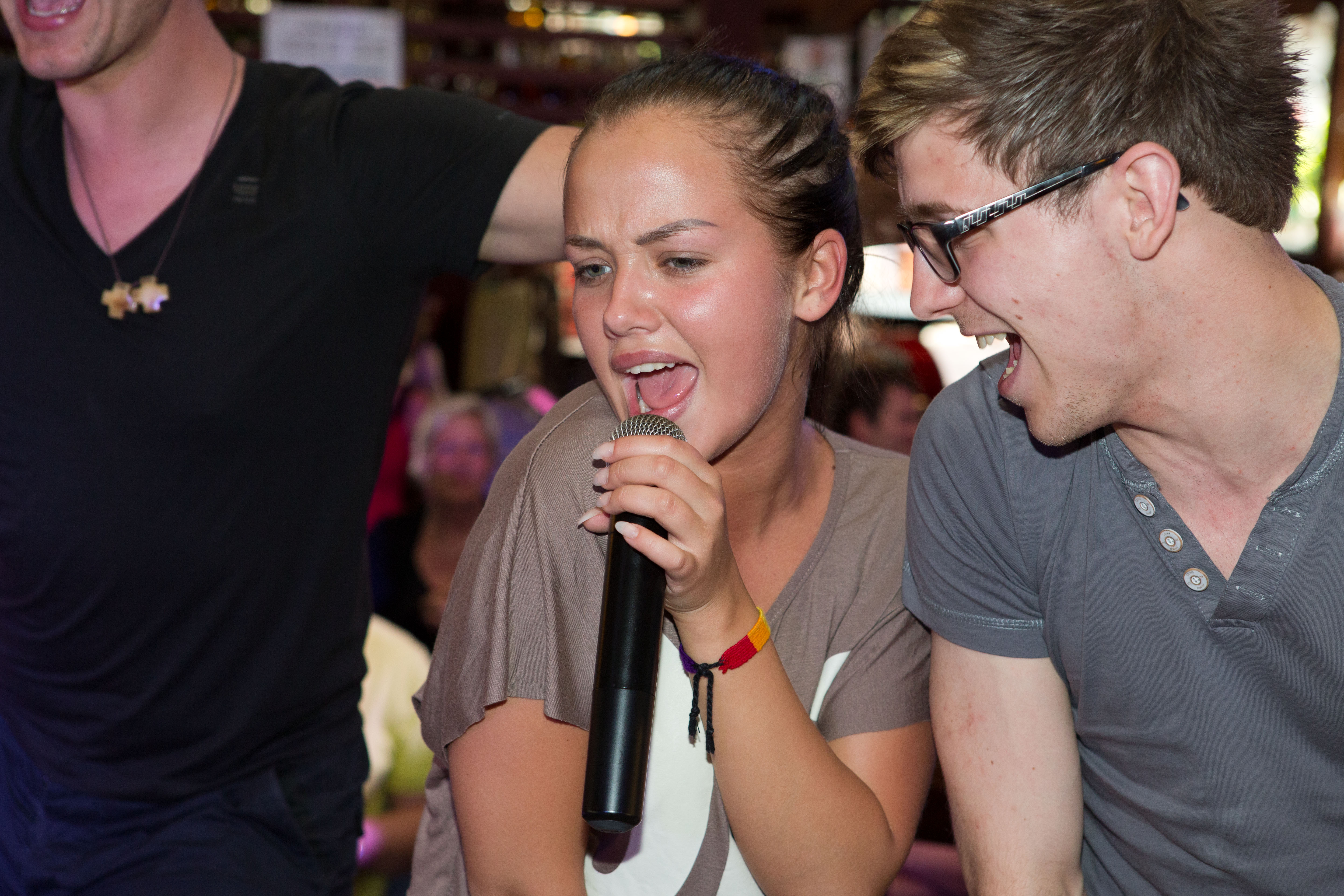
Kim Gloss (2012)

### Alben
- 2011: Rockstar (MOKOH Music / Sony Music)

EPs
- 2011: The Collection (MOKOH Music / Sony Music)

### Singles
- 2011: Famous in Paris (MOKOH Music / Sony Music)
- 2011: Rockstar (MOKOH Music / Sony Music)
- 2011: Weltmeister werden [Wir spielen zusammen] (MOKOH Music / Sony Music)
- 2012: Ray Bom A Bom A (feat. Wes Miagie) (MOKOH Music / Sony Music)
- 2012: Is It Love (feat. Rocco Stark) (MOKOH Music / Sony Music)
- 2012: Barbie Girl 2012 (feat. Deejay Mambo) (Download; MOKOH Music / Sony Music)[10]
- 2013: Holy Night (Prince Kay One / Tonpool)
- 2014: Ich lieg an der Playa (Telamega)
- 2014: Wir sind VIP (Telamega)
- 2022: Keiner so wie wir (Distrokid Records)